# Дуб «Вадівський»
Дуб «Ва́дівський» — ботанічна пам'ятка природи місцевого значення в Україні.

## Розташування
Зростає поблизу села Стінки Золотопотіцької селищної громади Чортківського району Тернопільської області у кварталі 22 виділі 21 Золотопотіцького лісництва ДП «Бучацьке лісове господарство» в межах лісового урочища «Вадова».

## Пам'ятка
Оголошений об'єктом природно-заповідного фонду рішенням виконкому Тернопільської обласної ради від 14 березня 1977 № 131. Початкова назва — , офіційно перейменована на «Дуб „Вадівський“» рішенням № 75 другої сесії Тернопільської обласної ради шостого скликання від 10 лютого 2016 року.
Перебуває у віданні державного лісогосподарського об'єднання «Тернопільліс».

## Характеристика
Площа — 0,02 га.
Під охороною — дуб черещатий віком понад 400 р., діаметром 160 см і висотою 30 м. Входить до регіонального ландшафтного парку «Дністровський каньйон».
У 2010 р. увійшла до складу регіонального ландшафтного парку «Дністровський каньйон».